# Frazer Clarke
Frazer Edward Clarke (* 7. August 1991 in Burton upon Trent) ist ein britischer Boxer im Superschwergewicht.

## Karriere
Der 1,92 m große Superschwergewichtler wurde 2009 britischer Jugendmeister und nahm an den Jugend-Europameisterschaften 2009 in Polen teil, wo er im Viertelfinale gegen Tony Yoka mit 2:3 ausschied. Bei den Commonwealth-Meisterschaften 2010 in Indien gewann er eine Bronzemedaille nach Halbfinalniederlage gegen Joseph Parker (3:7).
2012 startete er bei den U22-Europameisterschaften in Russland und gewann erneut Bronze, nachdem er im Halbfinale gegen Gassan Gimbatow mit 13:19 unterlegen war. 2014 gewann er das Strandja-Turnier in Bulgarien mit Finalsieg gegen Bahodir Jalolov (3:0), das Golden Belt Turnier in Rumänien, das Tammer-Turnier in Finnland und die EU-Meisterschaften in Bulgarien mit Siegen unter anderem gegen Tony Yoka (3:0) und Guido Vianello (3:0).
2015 sicherte er sich die englische und britische Meisterschaft, sowie den Turniersieg beim President’s Cup in der Türkei und dem Olympic Test Event in Brasilien, wobei er auch Erik Pfeifer (2:1) besiegte. 2016 startete er für die British Lionhearts in der World Series of Boxing (WSB) und erreichte mit dem Team das Finale, welches gegen das Team aus Kuba verlorenging. Er gewann jedoch jeden seiner fünf Kämpfe dieser Saison gegen Ahmed Bourous (3:0), Nigel Paul (TKO), Wladyslaw Sirenko (TKO), Qamschybek Qongqabajew (2:0) und Lenier Pero (TKO).
Im Juni 2017 gewann er die Silbermedaille bei den Europameisterschaften in der Ukraine. Durch Siege gegen Aleksander Stawirej (5:0), Kem Ljungquist (4:1) und Djamili-Dini Aboudou (4:1) erreichte er das Finale, welches er gegen Wiktor Wychryst verlor (0:5).
Bei den Commonwealth Games 2018 in Australien gewann er die Goldmedaille durch Siege gegen Toese Vousiutu (5:0), Patrick Mailata (3:2) und Satish Kumar (5:0). Eine weitere Goldmedaille erkämpfte er bei den EU-Meisterschaften 2018 in Spanien, nachdem er Dean Gardiner (4:1), Aleksander Stawirej (5:0), Marko Milun (5:0) und Petar Belberow (5:0) geschlagen hatte.
Bei den Europaspielen 2019 in Belarus schied er gegen Nelvie Tiafack (2:3) aus. Bei den Weltmeisterschaften 2019 in Jekaterinburg besiegte er Vladan Babić (5:0) und Murad Əliyev (4:1), womit er ins Viertelfinale einzog. Dort besiegte er dann den Russen Maxim Babanin (3:2) beim Einzug in die Medaillenränge, jedoch wurde nach Einspruch des russischen Boxverbandes Babanin nachträglich zum Sieger erklärt. Eine AIBA-Jury hatte nach Auswertung der dritten Runde die klareren Treffer beim Russen gesehen.
Durch das Erreichen des Finales bei der europäischen Qualifikation in Paris, erhielt er einen Startplatz bei den 2021 in Tokio ausgetragenen Olympischen Spielen. Bei Olympia kämpfte er sich gegen Tsotne Rogava und Murad Əliyev ins Halbfinale vor, wo er gegen Bahodir Jalolov ausschied und eine Bronzemedaille gewann.